# Иво Прањковић
Иво Прањковић (Котор Варош, 17. август 1947) је хрватски лингвиста.

## Биографија
Иво Прањковић је Хрват из Босне и Херцеговине, рођен у Котор Вароши. Након завршетка Фрањевачке класичне гимназије у Високом, одлази на Филозофски факултет у Загреб, гдје стиче бачелорску диплому. На том факултету 1974. године постаје члан Департмана за хрватски језик. Од 1974. године је на истом департману, у почетку као лектор, затим асистент, доцент, ванредни професор. Од 1996. био је редовни професор, а од 2018. године је професор емеритус.
Као дипломирани лингвиста и филолог са широким спектром интересовања, Прањковић је направио значајне доприносе у неколико области лингвистике. Објавио је више стотина радова из области граматике, стилистике, нормативистике и историје хрватског језика у 19. и 20. вијеку.
Поред лингвистичке теорије и историје, Прањковић је учествовао у многим споровима и коментарима у штампи, посебно са својим великим супарником, Стјепаном Бабићем. Његови чланци су прикупљени у неколико књига. Прањковић је полемисао са скоро сваким хрватским лингвистом старије генерације. Критиковао је њихове перспективне приступе језику. Ипак, француски лингвиста Пол-Луј Томас и хрватски лингвиста Сњежана Кордић описали су и критиковали пурстичке и перспективне тенденције чак и у Прањковићевим публикацијама.
Прањковић је члан Међународног славистичког комитета, Хрватског филолошког друштва, Матице хрватске, ХКД Напредак и Удруге ђака Фрањевачке класичне гимназије – Високо.

## Дјела[10]
- Координација у хрватском књижевном језику, 1984
- Аугуст Мусић, 1989
- Адолфо Вебер Ткалчевић, 1993
- Кроника хрватскога језикословља, 1993
- Хрватска складња, 1993
- Синтакса хрватскога језика и повијест хрватскога језика у XIX стољећу, 1995
- Туропољски вјекописи, 1996
- Лингвистички коментари, 1997
- Језикословна спорења, 1997
- Хрватски језик 3, уџбеник, 1998
- Хрватски језик и фрањевци Босне Сребрене, 2000
- Друга хрватска складња. Синтактичке расправе, 2001
- Хрватски енциклопедијски рјечник, 2002
- Језик и белетристика, 2003
- Граматика хрватскога језика: за гимназије и висока училишта, 2005
- Језик и белетристика, 2005
- Хрватска књижевност Босне и Херцеговине од 14. до средине 18. стољећа, 2005
- Граматика хрватскога језика, 2006
- Филолошки вјекописи, 2006
- Сучељавања: Полемички дуели око хрватскога језика и правописа, 2008
- Фрањевачко списатељство на хрватскоме језику, 2008
- Језични варијетети и национални идентитети: Прилози проучавању стандардних језика утемељених на штокавштини, 2009
- Огледи о језичној правилносити, 2010
- О актуалноме социолингвистичком и лингвополитичком статусу стандардних језика на новоштокавској основици, 2010
- Хрватски језик у 19. стољећу, 2010
- Домашаји и ограничења локалистичке теорије падежа, 2010
- Комуникацијски аспект граматичкога описа, 2010
- Ред ријечи, 2011
- Начини изражавања императивности, 2012
- Граматичка значења, 2013
- Анићев школски рјечник хрватскога језика, 2015
- Повијест хрватскога језика 4. књига: 19 стољеће, 2015
- Језично савјетништво хрватских вуковаца, 2015
- Граматика у ријечима и ријечи у граматици, 2016
- Повијест хрватскога језика 5. књига: 20. стољеће - први дио, 2018